# Romanian Open
Romanian Open (також Відкритий чемпіонат Румунії з тенісу, Țiriac Open) — міжнародний чоловічий професійний тенісний турнір, який проводиться на відкритих ґрунтових кортах з 1993 року, є частиною  туру ATP 250. Турнір є наслідником Romanian International Championships (1930–1983)., відбувався регулярно в 1993 — 2016 роках, відновлений 2024 року.

## Фінали

### Одиночний розряд

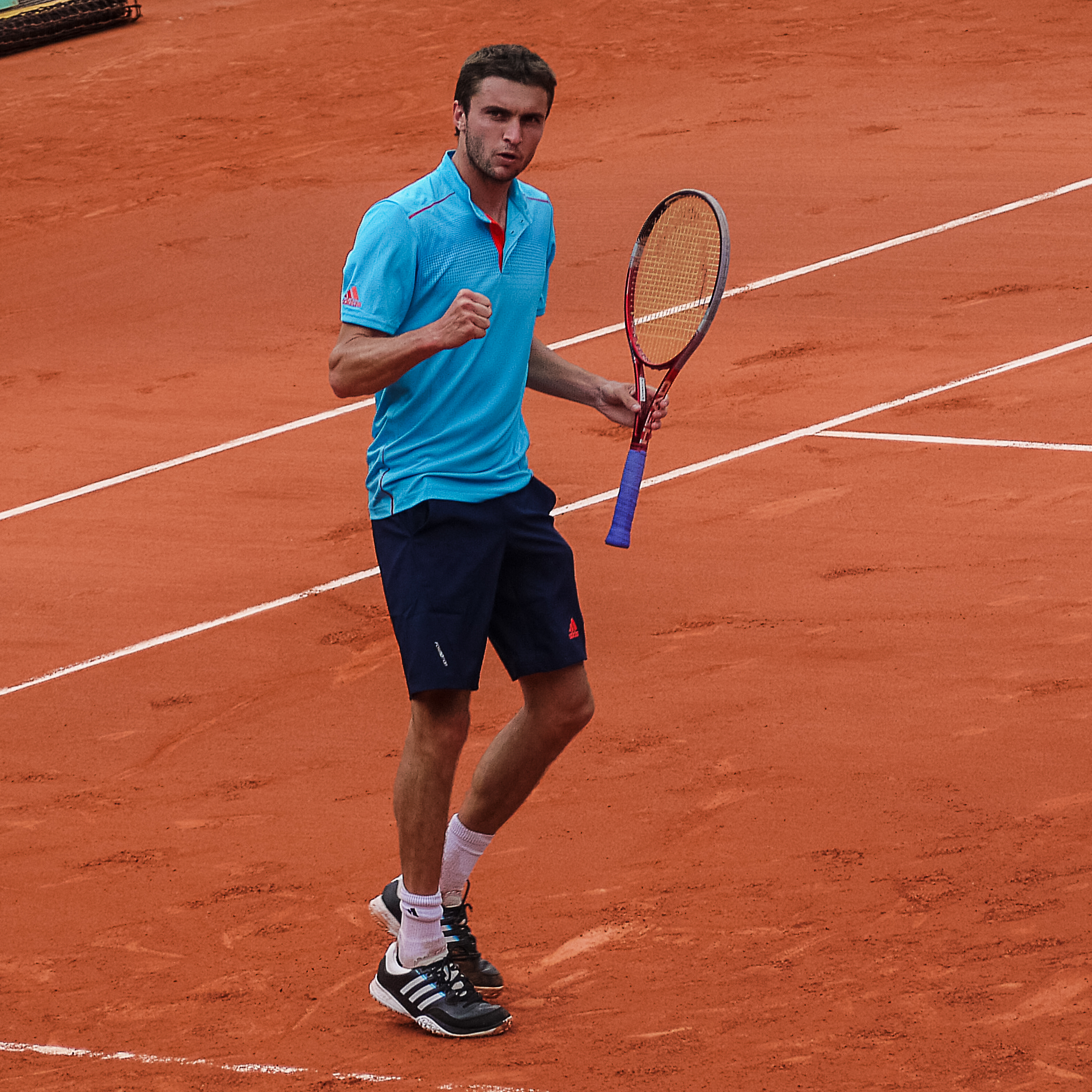
Жиль Сімон тричі перемагав в одиночному розряді (2007, 2008, 2012).

| Рік       | Чемпіон                                               | Фіналіст                                              | Рахунок                                               |
| --------- | ----------------------------------------------------- | ----------------------------------------------------- | ----------------------------------------------------- |
| 1993      | Горан Іванишевич                                      | Андрій Черкасов                                       | 6–2, 7–6(7–5)                                         |
| 1994      | Франко Давін                                          | Горан Іванишевич                                      | 6–2, 6–4                                              |
| 1995      | Томас Мустер                                          | Гільберт Шаллер                                       | 6–3, 6–4                                              |
| 1996      | Альберто Берасатегі                                   | Карлос Моя                                            | 6–1, 7–6(7–5)                                         |
| 1997      | Річард Фромберг                                       | Андреа Гауденці                                       | 6–1, 7–6(7–2)                                         |
| 1998      | Франсіско Клавет                                      | Арно Ді Паскуале                                      | 6–4, 2–6, 7–5                                         |
| 1999      | Альберто Мартін                                       | Карім Аламі                                           | 6–3, 6–2                                              |
| 2000      | Жоан Бальсельс                                        | Маркус Ганчк                                          | 6–3, 3–6, 7–6(7–1)                                    |
| 2001      | Юнес Ель-Айнауї                                       | Альберт Монтаньєс                                     | 7–6(7–5), 7–6(7–2)                                    |
| 2002      | Давид Феррер                                          | Хосе Акасусо                                          | 6–3, 6–2                                              |
| 2003      | Давід Санчес                                          | Ніколас Массу                                         | 6–2, 6–2                                              |
| 2004      | Хосе Акасусо                                          | Ігор Андрєєв                                          | 6–3, 6–0                                              |
| 2005      | Флоран Серра                                          | Ігор Андрєєв                                          | 6–3, 6–4                                              |
| 2006      | Юрген Мельцер                                         | Філіппо Воландрі                                      | 6–1, 7–5                                              |
| 2007      | Жиль Сімон                                            | Віктор Генеску                                        | 4–6, 6–3, 6–2                                         |
| 2008      | Жиль Сімон                                            | Карлос Моя                                            | 6–3, 6–4                                              |
| 2009      | Альберт Монтаньєс                                     | Хуан Монако                                           | 7–6(7–2), 7–6(8–6)                                    |
| 2010      | Хуан Ігнасіо Чела                                     | Пабло Андухар                                         | 7–5, 6–1                                              |
| 2011      | Флоріан Маєр (тенісист)                               | Пабло Андухар                                         | 6–3, 6–1                                              |
| 2012      | Жиль Сімон                                            | Фабіо Фоніні                                          | 6–4, 6–3                                              |
| 2013      | Лукаш Росол                                           | Гільєрмо Гарсія-Лопес                                 | 6–3, 6–2                                              |
| 2014      | Григор Димитров                                       | Лукаш Росол                                           | 7–6(7–2), 6–1                                         |
| 2015      | Гільєрмо Гарсія-Лопес                                 | Їржі Веселий                                          | 7–6(7–5), 7–6(13–11)                                  |
| 2016      | Фернандо Вердаско                                     | Люка Пуй                                              | 6–3, 6–2                                              |
| 2017-2023 | Замінено на Hungarian Open, Serbia Open і Srpska Open | Замінено на Hungarian Open, Serbia Open і Srpska Open | Замінено на Hungarian Open, Serbia Open і Srpska Open |
| 2024      | Мартон Фучович                                        | Mariano Navone                                        | 6–4, 7–5                                              |
| 2025      | Флавіо Коболлі                                        | Себастьян Баес                                        | 6–4, 6–4                                              |

### Парний розряд

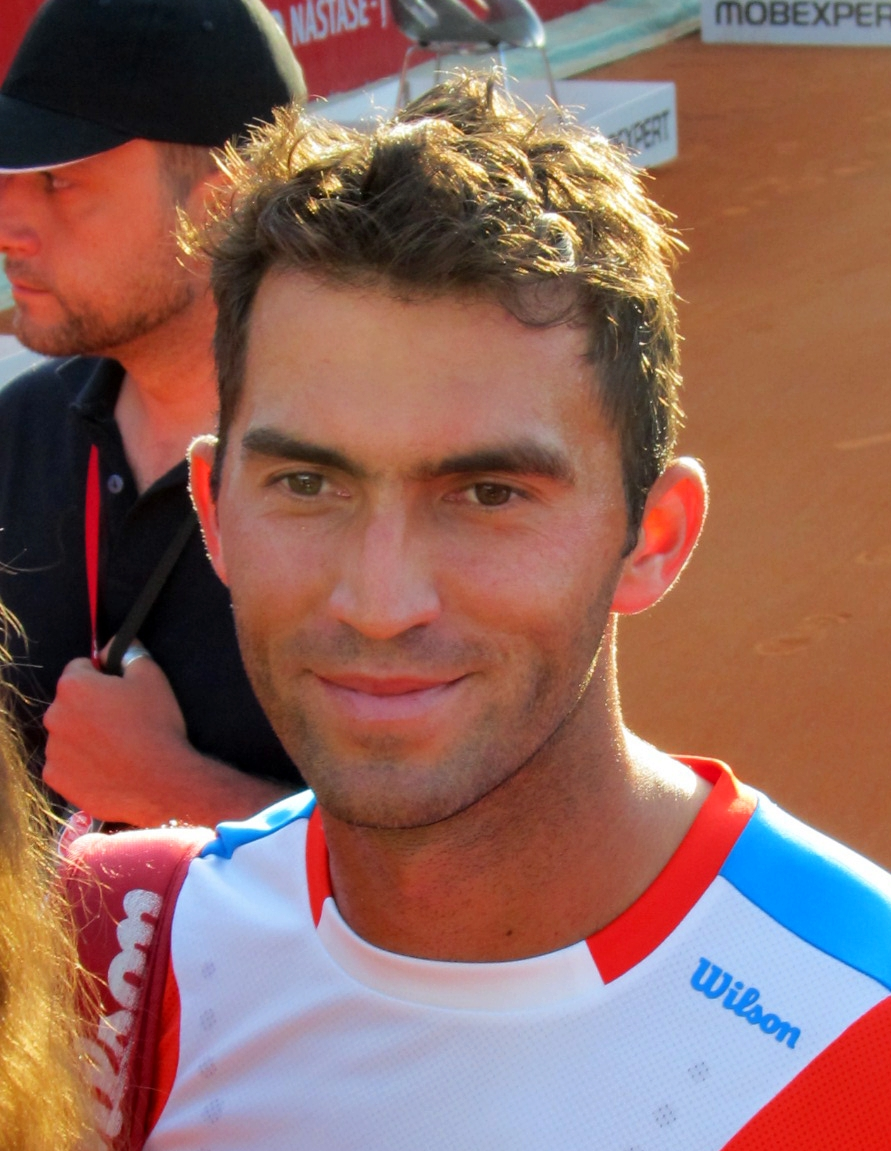
Горія Текеу чотитри рази перемагав у парному розряді (2012, 2013, 2014, 2016), щоразу з іншим партнером.

| Рік       | Чемпіони                                              | Фіналісти                                             | Рахунок                                               |
| --------- | ----------------------------------------------------- | ----------------------------------------------------- | ----------------------------------------------------- |
| 1993      | Менно Остінг Лібор Пімек                              | Георге Косак Чипр'ян Петре Порумб                     | 7–6, 7–6                                              |
| 1994      | Вейн Артурс Саймон Юл                                 | Хорді Арресе Хосе Антоніо Конде                       | 6–4, 6–4                                              |
| 1995      | Марк Кейл Джефф Таранго                               | Цирил Сук Даніель Вацек                               | 6–4, 7–6                                              |
| 1996      | Давід Екерот Джефф Таранго                            | Девід Адамс Менно Остінг                              | 7–6, 7–6                                              |
| 1997      | Луїс Лобо Хав'єр Санчес                               | Гендрік Ян Давідс Даніель Оршанік                     | 7–5, 7–5                                              |
| 1998      | Андрей Павел Габріель Тріфу                           | Георге Косак Діну Пескаріу                            | 7–6, 7–6                                              |
| 1999      | Лукас Арнольд Кер Мартін Гарсія                       | Марк-Кевін Гелльнер Франсіско Монтана                 | 6–3, 2–6, 6–3                                         |
| 2000      | Альберто Мартін Еял Ран                               | Девін Бовен Маріано Худ                               | 7–6(7–4), 6–1                                         |
| 2001      | Александар Кітінов Юган Ландсберг                     | Пабло Альбано Марк-Кевін Гелльнер                     | 6–4, 6–7(5–7), [10–6]                                 |
| 2002      | Єнс Кніппшильд Петер Нюборґ                           | Еміліо Бенфеле Альварес Андрес Шнейтер                | 6–3, 6–3                                              |
| 2003      | Карстен Браш Саргис Саргсян                           | Сімон Аспелін Джефф Кутзе                             | 7–6(9–7), 6–2                                         |
| 2004      | Лукас Арнольд Кер Маріано Худ                         | Хосе Акасусо Оскар Ернандес                           | 7–6(7–5), 6–1                                         |
| 2005      | Хосе Акасусо Себастьян Прієто                         | Віктор Генеску Андрей Павел                           | 6–3, 4–6, 6–3                                         |
| 2006      | Маріуш Фирстенберг Марцин Матковський                 | Мартін Гарсія Луїс Орна                               | 6–7(5–7), 7–6(7–5), [10–8]                            |
| 2007      | Олівер Марах Міхал Мертиняк                           | Мартін Гарсія Себастьян Прієто                        | 7–6(7–2), 7–6(10–8)                                   |
| 2008      | Ніколя Девільдер Поль-Анрі Матьє                      | Маріуш Фирстенберг Марцин Матковський                 | 7–6(7–4), 6–7(9–11), [22–20]                          |
| 2009      | Франтішек Чермак Міхал Мертиняк                       | Юган Брунстрем Жан-Жульєн Роєр                        | 6–2, 6–4                                              |
| 2010      | Хуан Ігнасіо Чела Лукаш Кубот                         | Марсель Гранольєрс Сантьяго Вентура Бертомеу          | 6–2, 5–7, [13–11]                                     |
| 2011      | Даніеле Браччалі Потіто Стараче                       | Юліан Ноул Давід Марреро                              | 3–6, 6–4, [10–8]                                      |
| 2012      | Роберт Ліндстедт Горія Текеу                          | Жеремі Шарді Лукаш Кубот                              | 7–6(7–2), 6–3                                         |
| 2013      | Максим Мирний Горія Текеу                             | Лукаш Длоуги Олівер Марах                             | 4–6, 6–4, [10–6]                                      |
| 2014      | Жан-Жульєн Роєр Горія Текеу                           | Маріуш Фирстенберг Марцин Матковський                 | 6–4, 6–4                                              |
| 2015      | Маріус Копіл Адріан Унгур                             | Ніколас Монро Артем Сітак                             | 3–6, 7–5, [17–15]                                     |
| 2016      | Флорін Мерджа Горія Текеу                             | Кріс Гуччоне Андре Са                                 | 7–5, 6–4                                              |
| 2017-2023 | Замінено на Hungarian Open, Serbia Open і Srpska Open | Замінено на Hungarian Open, Serbia Open і Srpska Open | Замінено на Hungarian Open, Serbia Open і Srpska Open |
| 2024      | Садіо Думбія Фаб'єн Ребуль                            | Гаррі Геліоваара Генрі Паттен                         | 6–3, 7–5                                              |
| 2025      | Марсель Гранольєрс Орасіо Себальйос                   | Якоб Шнайттер Марк Вальнер                            | 7–6(7–3), 6–4                                         |